# トヨタ・TF105
トヨタ・TF105は、トヨタが2005年のF1世界選手権に投入したフォーミュラ1カー。デザイナーはマイク・ガスコイン。2005年の開幕戦から最終戦まで実戦投入された。

## 開発
TF105はテクニカルディレクターに就任したガスコインを中心として設計された。チームは前年のTF104Bの開発を早めに切り上げ、TF105の準備に時間を割いた。
マシンは2005年の新レギュレーションで導入された「ダウンフォースの削減」「2レース1エンジン」「予選・決勝中のタイヤ交換禁止」などの変更点に対応している。中央部が湾曲したフロントウィング、サイドポンツーン前部のポッドフィン、大型のチムニーダクト、エンジンカウルのミッドウィングなど、空力パッケージが細かく工夫されていた。

### TF105B
シーズン残り2戦では、フロントサスペンションを変更したTF105Bが投入された。TF105まではシングルキールを採用していたが、TF105Bではマクラーレン・MP4-20に倣い、ロワウィッシュボーンをモノコックの下端に取り付けるゼロキール方式に改めた。ただし、モノコック自体はTF105と変わらないため、シングルキールの突起は残ったままである。この時点でのゼロキールへの転向は、翌年に向けての先行開発的な意味合いがあった。

## 2005年シーズン
前年の最終戦からチームに移籍したヤルノ・トゥルーリと前年までウィリアムズに在籍していたラルフ・シューマッハのコンビとなった。
第2戦マレーシアGPで早くも参戦4年目にしてチーム初の表彰台(2位)をトゥルーリが獲得。さらに第3戦バーレーンGPでもトゥルーリが2位フィニッシュ、2戦連続で表彰台を獲得するなど快調なスタートを切ることに成功する。
ヨーロッパラウンドに入ってからは序盤でつまづいていたマクラーレンが大幅な躍進を遂げてきたために陰りが見え始めるが、目立ったマシントラブルも少なく堅実に入賞を重ねた。第9戦アメリカGPでは好調の勢いそのままに、トゥルーリがチーム初のポールポジションを獲得。しかし決勝ではシューマッハのクラッシュに端を発したミシュランタイヤのトラブルを巡る問題で、他のミシュランユーザーチームとともにレースを棄権した。
その後は2度の表彰台を獲得。地元日本GPでは、天候の運もありシューマッハがポールポジションを獲得した(決勝は8位入賞)。随所で活躍を見せ88ポイントを獲得し、チーム創設以来最高となるコンストラクターズランキング4位を得た。

## スペック

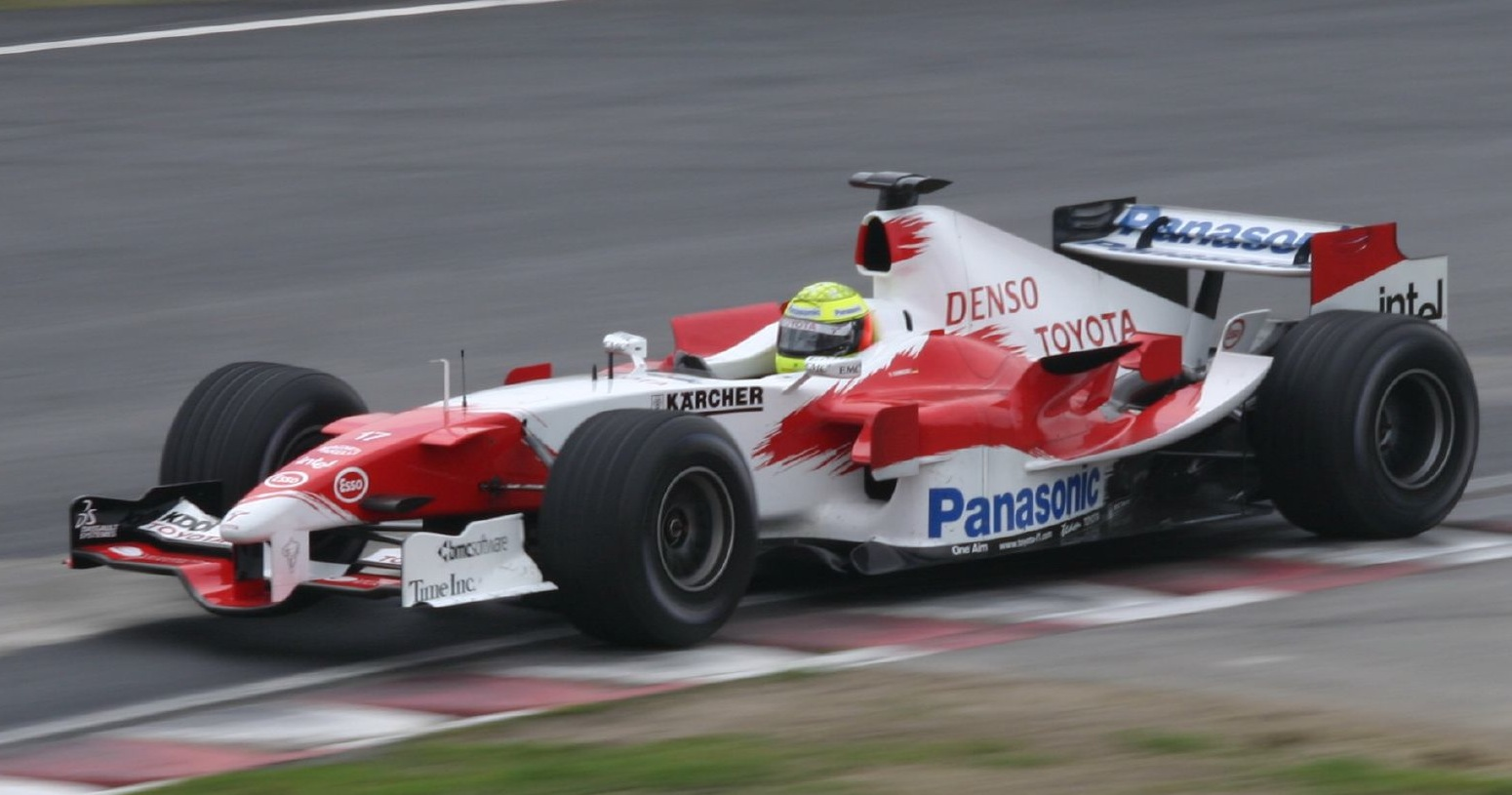
カナダGPを走行するTF105、ドライバーはラルフ・シューマッハ。

### シャーシ
- シャーシ名 TF105
- タイヤ ミシュラン

### エンジン
- エンジン名 トヨタRVX-05
- 気筒数・角度 V型10気筒・90度
- 排気量 3,000cc
- 燃料・潤滑油 エッソ

## 記録
| 年   | No. | ドライバー           | 1   | 2   | 3   | 4   | 5   | 6   | 7   | 8   | 9   | 10  | 11  | 12  | 13  | 14  | 15  | 16  | 17  | 18  | 19  | ポイント | ランキング |
| 年   | No. | ドライバー           | AUS | MAL | BHR | SMR | ESP | MON | EUR | CAN | USA | FRA | GBR | GER | HUN | TUR | ITA | BEL | BRA | JPN | CHN | ポイント | ランキング |
| ---- | --- | -------------------- | --- | --- | --- | --- | --- | --- | --- | --- | --- | --- | --- | --- | --- | --- | --- | --- | --- | --- | --- | -------- | ---------- |
| 2005 | 16  | ヤルノ・トゥルーリ   | 9   | 2   | 2   | 5   | 3   | 10  | 8   | Ret | DNS | 5   | 9   | 14  | 4   | 6   | 5   | Ret | 13  | Ret | 15  | 88       | 4位        |
| 2005 | 17  | ラルフ・シューマッハ | 12  | 5   | 4   | 9   | 4   | 6   | Ret | 6   | INJ | 7   | 8   | 6   | 3   | 12  | 6   | 7   | 8   | 8   | 3   | 88       | 4位        |
| 2005 | 17  | リカルド・ゾンタ     |     |     |     |     |     |     |     |     | DNS |     |     |     |     |     |     |     |     |     |     | 88       | 4位        |

- 太字はポールポジション、斜字はファステストラップ、INJは負傷欠場、DNSは出走せず。(key)